# Rebelión de la Mano Negra
La Rebelión de la Mano Negra o Rebelión sancristobalense de 1911 fue una de las dos rebeliones ocurridas durante el periodo de la Revolución Mexicana en Chiapas. La otra fue la Rebelión de los Mapaches (1914-1920).
Este movimiento procuraba hacer valer objetivos políticos locales, proteger intereses sociales y económicos, y defender a la localidad de la invasión de las fuerzas revolucionarias. Fueron las élites locales quienes la condujeron y quienes atrajeron la participación de algunos miembros de otras clases sociales. 

## Contexto

### Caciquismo Ilustrado (1891-1911)
A partir de los años de 1890, Chiapas fue administrado por una serie de gobernadores progresistas que intentaron modernizar y reformar uno de los estados de la federación mexicana más atrasados: Chiapas no contaba con caminos, ferrocarriles y puertos, la división estatal estaba impuesta de facto por los cacicazgos. El sistema agrícola de la región era ineficiente y se mantenía el sistema de la servidumbre por deudas. Los sectores medios y altos veían a la población indígena como “floja” e “incivilizada”. Ante dicha situación, muchos terratenientes y comerciantes comenzaron a demandar un gobierno más fuerte en el estado y que, a nivel nacional, se implementaran las reformas necesarias y se impulsara la modernización regional.
La modernización iniciada en Chiapas en la última década del siglo XIX y la primera del siglo XX benefició enormemente a aquellos miembros de la élite regional que la promovieron. Los finqueros y rancheros de la Meseta Central y la parte del Valle Central (los departamentos de Tuxtla Gutiérrez y Chiapa), y de la costa del Pacífico (los departamentos de Tonalá y Soconusco), en particular, y las élites empresariales, en general, aprovecharon el positivismo modernizador. 
Para 1890 la consolidación del gobierno nacional de Porfirio Díaz tuvo su versión local en un gobierno estatal fuerte en Chiapas. En un periodo de expansión capitalista nacional e internacional, el caciquismo ilustrado - representado por los gobernadores porfiristas Emilio Rabasa (1891-1894), Francisco León (1895-1899), Francisco Pimentel (1899-1906) y Ramón Rabasa (1906-1911) - buscó conjuntar sus esfuerzos con la expansión de la economía nacional, usar al gobierno estatal para derribar obstáculos políticos y sociales, y construir la infraestructura que diera soporte a una agricultura comercial. 
El gobierno del estado consolidó y extendió su poder dentro de Chiapas; aumentó las fuerzas policiacas, expandió sus recursos financieros, extendió geográficamente su control administrativo y disminuyó el poder de los caciques locales. El gobierno estatal desarrolló también capacidades administrativas, para ejecutar cabalmente las tareas de un "gobierno moderno": Entre 1890 y 1910 se sentaron las bases de una burocracia moderna que pudiera controlar y regular a los municipios y sus jefes políticos, la educación pública y la salud, los impuestos y el gasto público. Se tomaron medidas que modernizaron la economía y la sociedad regionales. Se construyeron caminos, se tendieron redes de telégrafo y teléfono, se privatizaron las tierras comunales, se construyeron escuelas y hospitales y se intentó reformar las prácticas laborales, principalmente la servidumbre por deudas.

#### Emilio Rabasa
El iniciador de esta "revolución desde arriba" fue Emilio Rabasa, gobernador entre 1891 y 1894, quien impulsó a los finqueros y comerciantes de la Meseta y Valle Centrales. Esta convergencia ocurrió al principio de la década de más rápido crecimiento económico en México durante el siglo XIX. 
Rabasa y sus cuatro sucesores porfiristas incrementaron la autoridad del gobierno estatal. Con todo, la acción más controvertida de Rabasa fue trasladar la capital chiapaneca de San Cristóbal de las Casas a Tuxtla Gutiérrez. Este traslado del centro del poder oficial del estado ratificó en lo político la decadencia de Los Altos y el surgimiento económico de la Meseta y Valle Centrales. Con ello, además, se buscaba apartar el gobierno del estado de la influencia conservadora y clerical de la sociedad sancristobalense.
Aunado a lo anterior, el sucesor de Rebasa, Francisco León, separó del departamento de Las Casas (y del control de la jefatura política de Los Altos) ocho municipios predominantemente, indígenas estableciendo además el partido de Chamula, el cual sería supervisado directamente por el gobierno del estado desde Tuxtla. León justificó esta acción como una legítima respuesta a la explotación de los indios a mano de los terratenientes de Los Altos y los funcionarios de San Cristóbal.
La élite sancristobalense no se resignó a la pérdida del gobierno del estado y culpó a los gobiernos rabasistas por la marginación económica y política de Los Altos. Un grupo sancristobalense encabezado por Jesús Martínez Rojas, Manuel Pineda y otros, trabajó y conspiró casi incesantemente desde mediados de los 90 hasta la caída de Porfirio Díaz, buscando el retorno de los poderes del estado a su ciudad.

#### Desarrollo social y económico
Hacia 1910 Chiapas - en particular la Meseta Central, las orillas al norte del Valle Central y la Planicie del Pacífico (los departamentos de Tuxtla Gutiérrez, Tonalá, Soconusco y parte de Chiapa de Corzo) - había experimentado 20 años de modernización y desarrollo económico sin precedentes. El gobierno del estado había tomado un papel activo en el desarrollo social y económico, y había consolidado su propio poder político en la región. Para este momento Chiapas contaba con una infraestructura de comunicaciones y transportes. Una buena carretera estatal cruzaba el estado de Arriaga a Tuxtla Gutiérrez, San Cristóbal de las Casas y Comitán. Para 1908 el ferrocarril panamericano, iniciado en 1901, atravesaba la Planicie del Pacífico, de Oaxaca a Guatemala. Esto abrió grandes porciones del interior del estado a mercados más amplios, por la facilidad de movilizar artículos voluminosos como maíz, algodón, azúcar y ganado hacia el centro de México. La disminución en los costos de envío animó a la agricultura comercial, ya que para 1910 el valor de la producción agrícola en Chiapas era cinco veces mayor que el de 1890.
Por otro lado, la privatización de las tierras comunitarias contribuyó a que el número de ranchos se sextuplicara en esa época. Los habitantes más desposeídos recibieron por ley una dotación mínima de cinco hectáreas, mientras que los agricultores acomodados de las comunidades tuvieron la oportunidad de comprar tierra suficiente para formar ranchos. 
Respecto a la reforma laboral del caciquismo ilustrado en 1893 el gobernador Rabasa criticó la servidumbre por deudas argumentando que paralizaba montos sustanciales de capital que podrían emplearse con más eficiencia, y como tal perjudicaba por igual a mozos y terratenientes. Contando con el apoyo de algunos de éstos, Francisco León llevó a cabo un congreso agrícola en 1896 en el que se abordó la cuestión de la servidumbre por deudas. Sin embargo, el gobernador no pudo convencer al presidente Díaz ni a la mayoría de los delegados al congreso de los beneficios de su supresión inmediata. Con todo, el congreso derivó en un estudio sobre la servidumbre por deudas en todo el estado. Esta investigación puso en evidencia la existencia en Chiapas de 38,000 sirvientes que debían, colectivamente, más de 3,000,000 de pesos a sus patrones. Tal tipo de servidumbre continuó siendo el sistema laboral más importante del estado hasta su abolición en 1914.

## La Rebelión de la Mano Negra

### Preámbulo
Durante los últimos meses del régimen de Díaz floreció en San Cristóbal de las Casas la crítica pública contra el rabasismo. A Emilio Rabasa y a los políticos tuxtlecos se les tildó de "científicos” y se exigió  el retorno del gobierno del estado a San Cristóbal. 
En abril de 1911 se formó en San Cristóbal el primer club antirreleccionista de la ciudad -  la camarilla de "la mano negra" -  que contaba entre sus miembros a Manuel Pineda, Jesús Martínez Rojas, Timoteo Flores y Juan Félix Zepeda, abogados y terratenientes. El 20 de abril el grupo pidió la renuncia del gobernador.  
El 27 de mayo, dos días después de la renuncia de Díaz, Rabasa renunció en favor de Manuel de Trejo y expresó su deseo de dejar Chiapas en "la libertad de designar un nuevo gobernador". De Trejo, originario de San Cristóbal, era partidario incondicional de los hermanos Rabasa y del sistema político tuxtleco. 
A principios de junio el grupo antirreleccionista de San Cristóbal envió una comisión de cinco hombres a la Ciudad de México para apelar ante el nuevo gobierno. Encabezados por Jesús Martínez Rojas, los sancristobalenses intentaron persuadir al presidente interino Francisco León de la Barra de que nombrara como gobernador interino a Eusebio Salazar y Madrid, un sancristobalense que vivía en la Ciudad de México. 
El nombramiento de nuevos gobernadores era un problema importante pero difícil de resolver para el gobierno de León de la Barra. Si bien Francisco I. Madero podía proponer gobernadores interinos ante los congresos estatales, en casi todos los estados la prerrogativa constitucional de los nombramientos continuaba en mando de dichos congresos. 
En el caso de Chiapas, Madero reunió a la colonia chiapaneca de la Ciudad de México para que lo aconsejaran en su recomendación. Los miembros de la colonia se reunieron el 19 de junio y con 67 votos designaron a Flavio Guillén. Salazar y Madrid quedó como segunda opción. Con esta indicación Madero recomendó a Guillén como gobernador interino ante la legislatura de Chiapas, programada para reunirse el 21 de junio.
Pese a este arreglo, un día antes de que se reuniera el Congreso, el secretario de gobernación de León de la Barra, Emilio Vázquez Gómez telegrafió a Manuel de Trejo y le pidió que renunciara en favor al candidato sancristobalense, Salazar y Madrid. Aunque Trejo renunció, el Congreso del estado eligió como presidente interino a Reinaldo Gordillo León, un comiteco que se oponía fuertemente a la camarilla sancristobalense.

### La Rebelión
En un intento por forzar la intervención federal y el apoyo activo de Emilio Vázquez Gómez, los antirreleccionistas sancristobalenses se rehusaron a reconocer la legalidad de la designación de Gordillo León y enarbolaron la bandera de la rebelión el 3 de julio de 1911. En dicha acta desconocían el nombramiento de Gordillo León y designaron gobernador provisional al señor Manuel Pineda Zebadúa. Los rebeldes señalaban sus facultades para disponer de los fondos públicos del Estado y para poder gobernar. Asimismo, acordaban se confirmaran los nombramientos de jefes y oficiales de las fuerzas organizadas y de informar las decisiones de la propia acta a la Secretaría de Gobernación, al Congreso local, al Tribunal Superior de Justicia y a los jefes políticos del Estado. Finalmente declaraban la ratificación de sus cargos de todo jefe político y autoridades que secundaran el movimiento.
El pronunciamiento de julio logró que Vázquez Gómez y Madero recomendaran ante la legislatura estatal un candidato de compromiso: el doctor Policarpo Rueda. Esta presión desde arriba fue reforzada desde abajo por la amenaza de hacer marchar a miles de indígenas a Tuxtla Gutiérrez. Policarpo Rueda, presidente del Club Democrático Independiente de Tonalá, era uno de los pocos maderistas genuinos en Chiapas, y era simpatizante pero no incondicional de la causa sancristobalense. El 5 de julio renunció el gobernador interino Gordillo León y la legislatura designó al doctor Rueda como nuevo gobernador interino. 
Éste trató de conciliar ambas partes permitiéndole a cada una controlar sus respectivas áreas de influencia regional, y designó a uno de los líderes de la "mano negra", Juan Félix Zepeda, como secretario de gobierno. El 13 de julio Rueda viajó a San Cristóbal y nombró jefes políticos aceptables para el grupo revanchista en los departamentos de Las Casas, Comitán, Chilón, Palenque y Pichucalco. El gobernador intentó también, sin éxito, desarmar a ambos bandos. En respuesta a esta política de Rueda, el Congreso del estado propuso las elecciones legislativas para el 27-29 de agosto.
A principios de agosto, Emilio Vázquez Gómez fue reemplazado por Alberto García Granados. El Congreso estatal buscó entonces otro candidato de compromiso: Manuel Rovelo Argüello, quien contaba con el apoyo de García Granados. Rovelo asumió el cargo poco antes de las elecciones de agosto y el primer día cambió a los jefes políticos que el doctor Rueda había nombrado en cinco departamentos. En las elecciones de agosto, los diputados pro sancristobalenses ganaron únicamente en cuatro departamentos - Las Casas, Simojovel, La Libertad y Chilón - y no pudieron obtener una mayoría en la Cámara de legisladores.
El 14 de septiembre, día de la primera sesión de la nueva legislatura, la facción sancristobalense encabezada por Manuel Pineda retiró una vez más su reconocimiento al gobierno del estado. Aunque los sancristobalenses querían provocar la intervención federal, esta vez estaban dispuestos a instalar en Tuxtla Gutiérrez un gobierno favorable, así fuera por la fuerza de las armas. Ese mismo día, el comandante militar y jefe de las llamadas Fuerzas Libertadoras del Estado, Juan Espinoza Torres, envió un ultimátum a Tuxtla Gutiérrez otorgando 24 horas al Congreso del estado para disolverse. Demandaba también que el gobernador entregara el control del gobierno a Manuel Pineda. 
El conflicto militar duró menos de un mes. El gobierno estatal tenía a su disposición unos 1000 hombres bien armados, mientras que los sancritobalenses reclutaron unos 800 ladinos y unos pocos miles de chamulas indisciplinados y mal armados. Los líderes rebeldes, con tal de reclutar a los tsotsiles de Chamula, les habían prometido la abolición de los impuestos personales. 
Las dos fuerzas chocaron en algunos puntos entre Tuxtla y Los Altos. Durante las tres primeras semanas del conflicto, León de la Barra declinó intervenir a favor de un bando u otro. Tanto Rovelo como García Granados solicitaron la intervención del senado, quien respondió creando una comisión que investigara la crisis y propusiera una solución. Dicha comisión, conducida por Emilio Rabasa y su colega chiapaneco Víctor Manuel Castillo, concluyó que el gobierno establecido en Tuxtla Gutiérrez era legítimo. Además, el 6 de octubre el pleno del senado votó informarle al presidente que debía ordenar que "las fuerzas federales emprendan inmediatamente operaciones activas y enérgicas contra los rebeldes que se han levantado en armas en contra de los poderes del estado de Chiapas".
La contraofensiva federal y estatal dio comienzo el 8 de octubre y durante los siguientes cuatro días se volvió a capturar la mayor parte de los pueblos importantes que permanecían bajo control sancristobalense. El 12 de octubre el liderazgo sancristobalense acordó entrar en negociaciones y al día siguiente los comisionados de ambos bandos firmaron un acuerdo de paz. Los rebeldes accedieron a reconocer el gobierno de Rovelo a cambio de la amnistía general. Este acuerdo incluyó también el desarme de ambas partes y el establecimiento de destacamentos federales que garantizaran unas elecciones justas.

### Desenlace
Al terminar los combates, Chiapas enfocó de nuevo su atención en la política electoral. Los dos candidatos para gobernador constitucional en la elección de noviembre fueron Reinaldo Gordillo León, apoyado por los tuxtlecos, y José Antonio Rivera G., con el apoyo de los sancristobalenses. La elección fue reñida y representativa de la división política y regional en el estado. Riviera ganó las elecciones con 320 votos contra los 292 de Gordillo León. Sin embargo, el Congreso del estado declaró que las votaciones en Palenque y en Cholón habían sido fraudulentas, por lo que los votos fueron anulados, dando la victoria a Gordillo León. A principios de 1912, y para evitar otro pronunciamiento en San Cristóbal, Madero nombró a Gordillo León embajador en Guatemala y obtuvo el cargo para Flavio Guillén. Una frágil tregua se abrió en Chiapas. En febrero de 1913, con el derrocamiento y asesinato de Madero, los políticos sancristobalenses otorgaron su apoyo entusiasta al régimen del general Victoriano Huerta y al gobernador para Chiapas: A. Z. Palafox.
Las primeras operaciones antihuertistas en Chiapas fueron conducidas por los hermanos Vidal en Pichucalco en 1913, hostigando a las autoridades de su departamento. A principios de 1914 pequeños grupos rebeldes surgieron por todo el estado, encabezados con frecuencia por auténticos maderistas no implicados en la rebelión sancristobalense de 1911: Luis Espinosa en Cintalpa, Santana Córdova en Villaflores, Ricardo Carrascosa en Comitán y Aarón Castellanos en Ocosingo. Para el gobierno de Palafox estos grupos no significaron una gran amenaza. Fue más perturbador el surgimiento de violencia y la destrucción de propiedades en el estado debidos al bandidaje, a incidentes de descontento laboral y a insignificantes riñas políticas en las municipalidades. 
Pese a la derrota sufrida a manos de las fuerzas liberales de la Meseta y Valle Centrales, San Cristóbal nunca aceptó la legitimidad del nuevo orden político. 